# 东米山
东米山是云南省临沧市沧源佤族自治县东部的一条山脉，呈东北-西南走向，属窝坎大山余脉，主峰位于岩帅镇境内，最高海拔2,154米，面积40.3平方公里。植被为阔叶林。:55

## 资料来源
1. ↑  沧源佤族自治县地方志编撰委员会. . 昆明: 云南民族出版社. 1998年12月. ISBN 7-5367-1498-X.